# Кинорежиссёр
Кинорежиссёр — одна из основных профессий в искусстве кино, руководящий участник процесса создания фильма, отвечающий за художественную, игровую и сценическую составляющие картины. Существует три направления кинорежиссуры: игровое, документальное и анимационное кино. Первое пошло от режиссёра Жоржа Мельеса. Документалисты берут своё начало с братьев Люмьер — первый публичный сеанс был проведён в Париже 22 марта 1895 года. До появления звукового кинематографа основной задачей режиссёра была постановка гэгов и пантомим. Передача эмоций и речи при помощи жестов, пластики. Известные кинорежиссёры того времени: Чарли Чаплин, Бастер Китон. Первые киносъемки и киносеансы в России прошли уже в 1896 году. В СССР — Сергей Эйзенштейн. С появлением звукового кино у режиссёра добавилась работа по постановке диалоговых сцен, музыкального и звукового (озвучивание действия: шагов, звуков улицы и прочее) оформления, которое он делал при участии композитора и звукорежиссёра. Звуковая дорожка записывалась отдельно и требовала особого внимания кинорежиссёра.
Традиционно в обязанности режиссёра входит:
- определение главной мысли произведения — сверхзадачи (что я хочу сказать зрителям, что зритель должен понять);
- определение общего художественного стиля фильма;
- реализация сценария;
- творческое взаимодействие с кинооператором;
- руководство актёрами, как с точки зрения мизансцены, так и с точки зрения манеры игры и других выразительных средств;
- руководство монтажом фильма[3].